# 格利泽299
格利澤299是一個位於巨蟹座的恆星系統，距離地球22光年。系統中包括一顆紅矮星和一顆棕矮星。